# かえるくん、東京を救う
『かえるくん、東京を救う』（かえるくん、とうきょうをすくう）は、村上春樹の短編小説。

## 概要
村上は『新潮』1999年8月号から12月号まで、「地震のあとで」と題する連作の短編小説を続けて掲載した。本作品は12月号に発表されたその5作目。
| タイトル | Super-Frog Saves Tokyo                         |
| 翻訳     | ジェイ・ルービン                               |
| 初出     | 『GQ』2002年6月号                              |
| 収録書籍 | 『after the quake』（クノップフ社、2002年8月） |

柴田元幸が東京大学文学部で行った翻訳演習の授業に、本短編の英訳版が用いられた。このときの授業内容はほぼそのまま柴田の『翻訳教室』（新書館、2006年2月）に収録された。NHKラジオ第2の語学番組「英語で読む村上春樹」（2013年4月放送開始）の教材にも使われている。
各国語の翻訳の詳細は「神の子どもたちはみな踊る#翻訳」を参照のこと。
2017年、フランス人作家によるコミカライズ作品として、「かえるくん、東京を救う (HARUKI MURAKAMI 9 STORIES)」がある。

## あらすじ
片桐がアパートの部屋に戻ると、巨大な蛙が待っていた。蛙は「ぼくのことはかえるくんと呼んでください」と言い、片桐に早くドアを閉めて中に入るよう促した。
片桐は蛙が返済金の交渉のために遣わされた「クミの関係者」と思う。かえるくんは片桐が「東京安全信用金庫新宿支店融資管理課の係長補佐」をしていることを知っていて、これは借金の返済とは関係のない話だと答える。
「ぼくがここにやってきたのは、東京を壊滅から救うためです」
壊滅とはかえるくんによれば地震だという。地震は3日後の2月18日の朝8時半頃に東京を襲い、それに伴う死者はおおよそ15万人とのことだった。震源地は東京安全信用金庫新宿支店の真下。片桐はかえるくんと共に地下に降り、みみずくんと闘い、地震を阻止する。それがかえるくんの言わんとするところだった。
2月17日の夕方に片桐は狙撃された。そして目が覚めたとき、片桐は病院のベッドに横たわっていた。
その日の夜中、かえるくんが病室に現れる。かえるくんはスチールの椅子に腰をおろし、壁にもたれてかかっていた。
「闇の中でみみずくんと闘いながらドストエフスキーの『白夜』のことをふと思いだしました」とかえるくんは言った。

## 舞台化
- 神の子どもたちはみな踊る#舞台化を参照。

## 映像化
2022年に、本作と「バースデイ・ガール」「かいつぶり」「ねじまき鳥と火曜日の女たち」「UFOが釧路に降りる」「めくらやなぎと眠る女」を翻案したカナダ・フランス・ルクセンブルク・オランダの国際共同制作のアニメ映画『めくらやなぎと眠る女（原題：Saules Aveugles, Femme Endormie）』が制作された。
2025年に、本作と「UFOが釧路に降りる」「アイロンのある風景」「神の子どもたちはみな踊る」を原作としたオムニバスのテレビドラマ『地震のあとで』がNHK総合の「土曜ドラマ」枠で放送された。原作の舞台を1995年だけでなく、2025年にいたる設定に置き換えることで“今”に続く“地震のあと”の30年の時間を描いており、第4話は本作の続編と設定され『続・かえるくん、東京を救う』と題されて、2025年を舞台としたほぼオリジナルの物語となっている。

## ラジオ
- ラジオ深夜便ではラジオドラマ化されている[要出典]。
- NHKラジオ第2の「朗読」にて、2012年1月に「特集　村上春樹を読む」の1作として放送。朗読は松たか子。[6]
- NHKラジオ第1の「朗読」にて、2025年1月4日から5日に全5回で放送。朗読は塚地武雅。[7]